# Gut-Keled
Gut-Keled (Cletgud, Gledguth, Guthkeled, Gutkeled, Gwthkeleth), ugarski velikaški rod njemačkog podrijetla s matičnim posjedom Gut u Ugarskoj, sjeverozapadno od Stolnog Biograda.
Prema ugarskom kroničaru Simonu de Kézi (13. st.), u Ugarsku su došli iz njemačkih zemalja polovicom 11. stoljeća. U hrvatskim zemljama imali su znatne posjede u Križevačkoj i Zagrebačkoj županiji. Apaj je bio ban cijele Slavonije (1237–39), a istu je dužnost obnašao i njegov brat Nikola (1240).
Najpoznatiji članovi roda bili su Stjepan Gut-Keled,  primorski od (1243–1249) i slavonski ban od (1248. – 1260.). Joakim Pektar, ban cijele Slavonije (1270. – 1272.), koji je došao u sukobom s Babonićima. Nakon njegove smrti, starješinstvo u rodu preuzeo je njegov brat Nikola od Gacke, ban cijele Slavonije (1275., 1278. – 1279.), primorski ban (1275.), ban cijele Hrvatske i Dalmacije (1275. – 1277.), koji je nastavio sukobe s Babonićima do 1280. godine.
Iz roda Gut-Keleda nastale su brojne velikaške obitelji (npr. Báthory, Morovićki, Raškaj).

## Vanjske poveznice
- Gut-Keled - Hrvatska opća enciklopedija
- Gut-Keled Hrvatski biografski leksikon